# V. Marceau
 (mars 2018).
Pour les articles homonymes, voir Marceau.
Marceau Verschueren, dit V. Marceau (son prénom, Marceau, a été son nom d'artiste, et il existe une confusion sur le V. qui signifie son nom et non Victor comme l'usage semble l'avoir utilisé) est l'un des plus grands accordéonistes français (réputé pour l'utilisation de la main gauche), né le 29 décembre 1902 à Liévin (Pas-de-Calais) et mort le 22 octobre 1990  à Gournay-sur-Marne (Seine-Saint-Denis).

## Biographie
V. Marceau est le fils de Georges Verschueren, cordonnier et musicien amateur, qui lui apprend les premiers rudiments de l'instrument. Ses origines sont belges, sa grand mère maternelle est née à Lokeren vers 1850. À l'âge de 7 ans, il joue de l'accordéon dans un théâtre de marionnettes et il a très peur de ces grandes poupées suspendues dans les coulisses. Les mineurs du Nord apprécient ce grand garçon qu'ils vont écouter dans les cafés, sur les comptoirs ou dans les gares, à l'insu de ses parents. L'argent qu'il récolte sert à faire vivre sa famille.
Il entreprend de sérieuses études musicales et remporte (médaille d'or) en 1913, avec La Marche indienne d'Adolphe Sellenick, le Grand Concours de Denain, devant un jury fortement impressionné par le doigté et la virtuosité de Marceau. Il faut préciser que ce concours est réservé aux instruments à vent et à cordes, et personne n'avait imaginé que l'accordéon pouvait rivaliser avec ceux-ci.
Après la grande Première Guerre mondiale, il suit les cours du conservatoire de Lille et devient premier concertiste. Sa véritable carrière professionnelle commence en 1925 par la création de son propre orchestre. Pendant quelques années il se produit tous les jours : rue de Béthune à Lille mais également à La Taverne lilloise où il rencontre sa future épouse, Paule, qui l'accompagne durant cinquante ans tout en devenant sa parolière pour tous les morceaux chantés qu'il a composés.
En 1930, il enregistre ses premiers disques chez Odéon et se produit à la radio. Il joue en solo et se lie avec le célèbre fabricant d'accordéons Cavagnolo qui lui fabrique un instrument en noyer massif doté d'un nombre important de touches et de registres, faisant de l'accordéon un véritable orchestre à lui tout seul (ce qu'il est en réalité lorsque celui-ci est joué avec les deux mains). À Lille, il fait la connaissance d'artistes comme Line Dariel, et surtout Léopold Simons, peintre et auteur très connu. Marceau se lance dans la composition et crée la chanson Elle s'appelle Françoise, paroles de Léopold Simons, qui obtient un énorme succès.
En 1933, après avoir quitté le Nord, il fonde les Éditions Marceau au 82 faubourg Saint Martin Paris Xe. Près de huit cents morceaux figurent au catalogue, parmi lesquelles nombre de classiques de l'accordéon comme La Marche des accordéonistes Lyonnais, Ça gaze, Aviatic, Majorettes Hit Parade, Accordéon-Parade, Gitanella, Perles de cristal.
À Paris, il a comme ami l'aquarelliste et illustrateur André Dignimont, qui donne à Marceau le virus de collectionneur. Il fait aussi du cinéma et tourne en 1936 avec Deprince dans le film La Belle Équipe de Julien Duvivier (aux côtés de Jean Gabin et Charles Vanel), et en 1937 Le Fraudeur de Léopold Simons.
Malgré le jugement souvent porté sur l'accordéon, considéré comme un instrument "vulgaire et marginal", Marceau a su lui donner ses lettres de noblesse par son interprétation brillante et son style unique afin qu'il puisse être apprécié également dans l'univers fermé du milieu artistique. Ainsi, il compte parmi ses amis Francis Carco, Jean-Gabriel Daragnes, Roland Dorgelès, Maxence Van der Meersch, Pierre Mac Orlan et le sculpteur américain Cecil Howard. Marceau joue très souvent pour eux dans le célèbre cabaret Montmartois Au Lapin Agile. 
Avec Pierre Mac Orlan, il écrit une douzaine de chansons, dont la fameuse La Fille de Londres, qui est un grand succès des années 1950. Pour l'anecdote, Pierre Mac Orlan achète un accordéon Cavagnolo pour jouer ses chansons, et prend des leçons avec Marceau, dont certaines se font par téléphone.
Au début des années 1950, Marceau crée Les Mousquetaires de l'accordéon, un quatuor réputé dont les trois autres membres sont Adolphe Deprince, Médard Ferrero et Louis Péguri. Ensemble, ils se produisent dans les cinémas au moment de l'entracte, et notamment dans la plus grande salle d'Europe, le Gaumont-Palace.
De 1948 à 1957, Marceau est vice-président de l'Union nationale des accordéonistes de France (UNAF), dont il est l'un des fondateurs avec Deprince, Ferrero et Péguri.
Après 70 ans de carrière, il prend sa retraite et participe à de nombreux jurys de concours d'accordéons, tout en se consacrant à ses collections d'instruments et à son édition musicale, confiée à son fils Jacques, qui se trouve au 11-13 avenue Nast à Gournay-sur-Marne.

## Discographie
- Ses plus grandes interprétations en soliste chez Sony-Musique,
- Marceau : 26 titres dont 18 inédits Les inoubliables de l'accordéon (Collection dirigée par Roland Manoury référence 0777 7880582 3),
- Les inoubliables de l'accordéon (2 CD),
- Extrait de 2 disques ORLY 35500 et PFB 305 P Palmarès de l'accordéon (Aviatic, Marche des accordéonistes Lyonnais, Ça gaze),
- V. Marceau et son orchestre de cuivres (disque 33t. DECCA LPDS 165),
- V. Marceau et son ensemble musette (disque Succès d'hier et d'aujourd'hui, DECCA FS 123616),
- V. Marceau : Ça gaze et Volupta (1930) Légendes de l'accordéon (GC et Marianne-Mélodie).
- V. Marceau et Gustave Van Caillie : Les deux loriots

## Sources
- Mon Père... V. Marceau par Jacques Verschueren paru en mai 1991 dans le Journal de l'accordéon,
- Présentation du CD Les inoubliables de l'accordéon par Roland Manoury